# دارون ملكيان
دارون فارتان مَلَكيان (الإنجليزية،Daron Vartan Malakian, الأرمني Տարոն Վարդանի Մալաքյան) مغني وشاعر وعازف جيتار أمريكي من أصول أرمنية عراقية، ولد دارون في كاليفورنيا في 18 تموز/يوليو عام 1975م، يعتبر دارون عنصر أساسي في فرقة موسيقا الروك «سيستم أوف أ داون» حيث أن ألٌف معظم أغانيها.

## سيرة ذاتية
دارون هو الابن الوحيد للفنان التشكيلي العراقي ذو الأصول الأرمنية فارتان مالاكيان، والدة فارتان أرمنية إيرانية تدعى زيبور مالاكيان. ولد دارون في الولايات المتحدة الأمريكية.

## جوائز
دارون حاصل على العديد من الأوسمة والجوائز. منها جائزة أفضل أداء هارد روك في ألمانيا عام 2006.

## روابط خارجية
- دارون ملكيان على موقع IMDb (الإنجليزية)
- دارون ملكيان على موقع ميوزك برينز (الإنجليزية)
- دارون ملكيان على موقع إن إن دي بي (الإنجليزية)
- دارون ملكيان على موقع أول ميوزيك (الإنجليزية)
- دارون ملكيان على موقع ديسكوغز (الإنجليزية)
- دارون ملكيان على موقع قاعدة بيانات الفيلم (الإنجليزية)